# Pelmatosphaeridae
Pelmatosphaeridae is een familie in de taxonomische indeling van de Orthonectida. Deze minuscule parasieten hebben geen weefsels of organen en bestaan uit slechts enkele tientallen cellen. De familie werd in 1937 beschreven door Stunkard.

## Onderliggende taxonomie
- Geslacht Pelmatosphaera
  - Pelmatosphaera polycirri Caullery and Mesnil, 1904